# NHL 2K
NHL 2K é uma série de jogos eletrônicos de hóquei no gelo com licença da liga NHL lançada entre os anos 2000 e 2017, exceto no ano de 2001. Inicialmente publicada pela Sega para o console Dreamcast, passou a ser multiplataforma em 2003, a partir de 2005 passou a ser publicada pela 2K Sports.

## Jogos
| Título             | Plataformas                                  | Jogador da capa                                    |
| ------------------ | -------------------------------------------- | -------------------------------------------------- |
| NFL 2K             | Dreamcast                                    | Brendan Shanahan                                   |
| NHL 2K2            | Dreamcast                                    | Chris Drury                                        |
| NHL 2K3            | PlayStation 2, GameCube, Xbox                | Jeremy Roenick                                     |
| ESPN NHL Hockey    | PlayStation 2, Xbox                          | Jeremy Roenick                                     |
| ESPN NHL 2K5       | PlayStation 2, Xbox                          | Martin St. Louis                                   |
| NHL 2K6            | PlayStation 2, Xbox                          | Marty Turco (Estados Unidos), Mats Sundin (Europa) |
| NHL 2K7            | PlayStation 2, PlayStation 3, Xbox, Xbox 360 | Joe Thornton                                       |
| NHL 2K8            | PlayStation 2, PlayStation 3, Xbox 360       | Jason Spezza                                       |
| NHL 2K9            | PlayStation 2, PlayStation 3, Xbox 360, Wii  | Rick Nash                                          |
| NHL 2K10           | PlayStation 2, PlayStation 3, Xbox 360, Wii  | Alexander Ovechkin                                 |
| NHL 2K11           | Wii, iOS                                     | Ryan Kesler                                        |
| NHL 2K             | iOS, Android                                 | Ryan Kesler                                        |
| NHL SuperCard      | Wii, iOS                                     | Zach Parise                                        |
| NHL SuperCard 2K17 | Wii, iOS                                     | Logan Couture                                      |
| NHL SuperCard 2K18 | Wii, iOS                                     | Kyle Turris                                        |